# アントニオ・アルカナ
アントニオ・アルカナ（Antonio Alkana、1990年4月12日 ‐ ）は、南アフリカ共和国・ケープタウン出身の陸上競技選手。専門はハードル。110mハードルの自己ベストは13秒11のアフリカ記録保持者。

## 経歴
2015年、9月のアフリカ競技大会男子110mハードルでは、それまでの自己ベスト（13秒47）を更新する13秒32（+0.5）で初優勝を飾った。
2016年、6月のアフリカ選手権男子110mハードルを大会新記録の13秒43で優勝を飾り、昨年に続いてアフリカタイトルを獲得した。
2017年、6月5日のヨゼフ・オドロジル記念 (Josef Odložil Memorial) 男子110mハードルで13秒11（+1.8）をマークし、レハン・フーリーが2012年に樹立したアフリカ記録（13秒24）を更新した。

## 自己ベスト
記録欄の（　）内の数字は風速（m/s）で、+は追い風を意味する。
| 種目  | 記録           | 年月日         | 場所               | 備考           |
| 屋外  | 屋外           | 屋外           | 屋外               | 屋外           |
| ----- | -------------- | -------------- | ------------------ | -------------- |
| 60m   | 6秒82 (0.0)    | 2011年12月15日 | ステレンボッシュ   |                |
| 60m   | 6秒70w (+4.0)  | 2014年12月13日 | パロー             | 追い風参考記録 |
| 100m  | 10秒27 (NWI)   | 2015年5月8日   | ポチェフストルーム |                |
| 100m  | 10秒15w (+3.8) | 2017年3月18日  | パロー             | 追い風参考記録 |
| 150m  | 15秒72 (+1.4)  | 2014年12月13日 | パロー             |                |
| 200m  | 20秒71 (NWI)   | 2015年5月9日   | ポチェフストルーム |                |
| 110mH | 13秒11 (+1.8)  | 2017年6月5日   | プラハ             | アフリカ記録   |
| 室内  |                |                |                    |                |
| 60mH  | 7秒76          | 2016年3月19日  | ポートランド       |                |

## 主要大会成績
備考欄の記録は当時のもの
| 年   | 大会                  | 場所             | 種目    | 結果   | 記録          | 備考       |
| ---- | --------------------- | ---------------- | ------- | ------ | ------------- | ---------- |
| 2015 | 世界選手権            | 北京             | 110mH   | 予選   | 13秒63 (-1.2) |            |
| 2015 | 世界選手権            | 北京             | 4x100mR | 予選   | DNF (3走)     |            |
| 2015 | アフリカ競技大会 (en) | ブラザヴィル     | 110mH   | 優勝   | 13秒32 (+0.5) | 自己ベスト |
| 2016 | 世界室内選手権        | ポートランド     | 60mH    | 予選   | 7秒76         | 自己ベスト |
| 2016 | アフリカ選手権 (en)   | ダーバン         | 110mH   | 優勝   | 13秒43 (NWI)  | 大会記録   |
| 2016 | アフリカ選手権 (en)   | ダーバン         | 4x100mR | 予選   | 40秒04 (1走)  | 決勝進出   |
| 2016 | オリンピック          | リオデジャネイロ | 110mH   | 準決勝 | 13秒55 (-0.1) |            |
| 2017 | 世界選手権            | ロンドン         | 110mH   | 準決勝 | 13秒59 (+0.3) |            |
| 2018 | 英連邦競技大会 (en)   | ゴールドコースト | 110mH   | 5位    | 13秒49 (-0.3) |            |